# Orizabus delgadoi
Orizabus delgadoi är en skalbaggsart som beskrevs av Brett C.Ratcliffe och Ronald D. Cave 2010. Orizabus delgadoi ingår i släktet Orizabus och familjen Dynastidae. Inga underarter finns listade i Catalogue of Life.